# بيل ديكي (سياسي)
بيل ديكي هو سياسي كندي، ولد في 13 أغسطس 1925 في كالغاري في كندا، وتوفي في 23 مايو 2019. نشط حزبياً في الحزب الليبيرالي الألبرتي. وقد انتخب عضو الجمعية التشريعية في ألبرتا ‏.